# Sophie Campbell
Sophie Campbell, née Ross Campbell le 22 décembre 1979 à Rochester, est une autrice de comics américaine, connue pour ses bandes-dessinées indépendantes telles que Wet Moon (en) et Shadoweyes, ainsi que pour son travail sur Jem and the Holograms.  Elle écrit et dessine principalement des personnages adolescents ou de jeunes femmes adultes, de races, de types de corps, d’orientations sexuelles et de capacités variées.

## Carrière
Sophie Campbell, qui commence sa carrière sous le prénom de Ross, est l'autrice de plusieurs romans graphiques, notamment The Abandoned, Mountain Girl, Shadoweyes, Wet Moon (en) et Water Baby. 
En 2008, elle dessine The Hollows pour le premier numéro de la bande dessinée DC / Vertigo House of Mystery écrite par Bill Willingham. À partir de 2012, elle dessine une série de Glory d'Image Comics écrite par Joe Keatinge.  Elle réalise des numéros de Teenage Mutant Ninja Turtles pour IDW et, en mars 2015, elle devient l'artiste de leur nouvelle série Jem and the Holograms écrite par Kelly Thompson
Sophie Campbell réalise également des podcasts. De juin 2009 à mars 2013, elle co-anime l'émission A Podcast with Ross and Nick d'AudioShocker, suivie de Everything Blows with Ross and Nick. 
En mars 2015, Campbell fait son coming out trans et change publiquement de prénom et pour Sophie. Elle avait commencé sa transition l'année précédente. 

### Entretiens
- Thompson, « Interview With Creator Ross Campbell », She Has No Head, Comic Book Resources, 20 avril 2010 (consulté le 3 juin 2010)